# Ralph Fletcher
Pour les articles homonymes, voir Fletcher.
Œuvres principales
Flying Solo (1998) 
 Uncle Daddy (2001)
Ralph Fletcher, né le 17 mars 1953 à Marshfield, est un écrivain américain de littérature pour enfants et pour jeunes adolescents. Il est aussi un consultant en sciences de l'éducation et un auteur sur l'art de l'écriture.

## Biographie
Ralph Fletcher naît en 1953 à Marshfield au Massachusetts et y grandi. Il est l'aîné de neuf enfants et chacun de ses parents était dans une famille de huit enfants. Il reçoit un baccalauréat universitaire ès lettres du Dartmouth College en 1975 et un Master of Fine Arts en écriture de l'Université Columbia en 1983. Au collège, il a participé dans de multiples programmes d'études à l'étranger aux Tonga, en Australasie et au Sierra Leone. Après avoir reçu son master, il a travaillé à New York dans différentes écoles dans le cadre du projet d'écriture Teacher College. Il habite présentement à Durham dans le New Hampshire. Il est marié à JoAnn Portalupi, avec qui il a écrit de nombreux ouvrages d'éducation professionnelle. Ils ont quatre enfants.

## Distinctions
En 2002, son livre Uncle Daddy (en) a reçu le Prix Christopher (en) de livres jeunesse, catégorie 10 à 12 ans. Son livre Fig Pudding (en) a été recommandé par la American Library Association comme étant l'un des dix meilleurs livres de 1995. Son livre de poésie I Am Wings (en) a été choisi par le School Library Journal comme un des meilleurs livres de 1994.

## Cahier de l'écrivain
Fletcher écrit en 1996 le livre Breathing In, Breathing Out; Keeping A Writer's Notebook. Même si ce dernier vise un public adulte, il permet une meilleure compréhension aux éducateurs sur la manière de tenir un cahier de l'écrivain. L'auteur a entre autres cité que de tenir un cahier de l'écrivain serait peut-être la seule façon de survivre en tant qu'écrivain. L'ouvrage contient plusieurs exemples de situations dans lequel Fletcher a eu recours à son cahier de l'écrivain et recèle même des passages de son cahier.

## Œuvre

### Albums pour enfants
- Twilight Comes Twice (en), illustré par Kate Kiesler (1997) ;
- Grandpa Never Lies (en), illustré par Harvey Stevenson (2000) ;
- The Circus Surprise (en), illustré par Vladimir Vagin (en) (2001) ;
- Hello, Harvest Moon (en), illustré par Kate Kiesler (2003) ;
- The Sandman (en), illustré par Richard Cowdrey (2008).

### Livres de poésie
- The Magic Nest (1980) ;
- Water Planet (1991) ;
- I Am Wings (en) (1994) ;
- Buried Alive: The Elements of Love (en) (1996) ;
- Ordinary Things: Poems from a Walk in Early Spring (en) (1997) ;
- Room Enough For Love, compilation d'I Am Wings et Buried Alive (1998) ;
- Relatively Speaking: Poems about Family (en) (1999) ;
- Have You Been to the Beach Lately? (en) (2001) ;
- A Writing Kind of Day (en) (2005) ;
- Moving Day (en) (2006).

### Romans et mémoires
- Fig Pudding (en) (1996) ;
- Spider Boy (en) (1997) ;
- Flying Solo (en) (1998) ;
- Tommy Trouble and the Magic Marble (en) (2000) ;
- Uncle Daddy (en) (2001) ;
- Marshfield Dreams: When I Was a Kid, mémoires (2005) ;
- The One O'Clock Chop (en) (2007) ;
- Also Known As Rowan Pohi (2011) ;
- Marshfield Memories: More Stories About Growing Up, mémoires (2018).

### Livres d'éducation professionnelle
- Walking Trees (en) (1990) ;
- What a Writer Needs (1993) ;
- Breathing In, Breathing Out: Keeping a Writer's Notebook (1996) ;
- Craft Lessons: Teaching Writing K-8, avec JoAnn Portalupi (1998) ;
- Nonfiction Craft Lessons, avec JoAnn Portalupi (2001) ;
- Writing Workshop, avec JoAnn Portalupi (2001) ;
- Teaching the Qualities of Writing, avec JoAnn Portalupi (2004) ;
- Lessons for the Writer's Notebook, avec JoAnn Portalupi (2005) ;
- Boy Writers: Reclaiming Their Voices (2006) ;
- Pyrotechnics on the Page (2010) ;
- Mentor Author, Mentor Texts (2012) ;
- What a Writer Needs, seconde édition (2013).

### Livres sur la littérature pour enfants
- A Writer's Notebook (1996) ;
- Live Writing (1999) ;
- How Writers Work (2000) ;
- Poetry Matters (2002) ;
- How to Write Your Life Story (2007) ;
- Reflections: Author at Work (2007) ;
- Guy-Write: What Every Guy Writer Needs to Known (2012).